# Jenipapo de Minas
Jenipapo de Minas es un municipio brasileño del estado de Minas Gerais. Su población estimada en 2004 era de 6.257 habitantes.
Se encuentra en una región de cerrado típica del norte minero, esta cercado por una cadena de pequeñas montañas de las cuales se destacan: el monte Alegre y Tamanduá. Su flora está constituida de árboles no perenes de tronco grueso y retorcidos, entre las principales especies encontradas se encuentra el jenipapeiro (que da nombre a la ciudad).

## Carreteras
- MG-114

## Administración
- Prefecto: Marlio Geraldo Costa (2009/2012)
- Viceprefecto: Juán Batista Nunes (2009/2012)
- Presidente de la cámara: (2007/2008)